# SIMH
SIMH est un logiciel libre multiplateformes d'émulation d'ordinateurs historiques. Il a été développé et est encore maintenu par Bob Supnik, ancien ingénieur de DEC, dont il fut également vice-président.
Bien que focalisé sur les mini-ordinateurs, il émule aussi quelques grands-systèmes (PDP-10, IBM série 700, Sage II), micro-ordinateurs (MITS Altair) et ordinateurs archaïques (Manchester SSEM "Baby").

## Histoire du projet
SIMH est basé sur un émulateur plus ancien nommé MIMIC, écrit à la fin des années 1960 par Applied Data Research.
Le développement de SIMH a débuté en 1993 dans le but de préserver l'héritage des mini-ordinateurs.
En mai 2022, la licence MIT de la version 4 a été modifiée unilatéralement par un contributeur, qui y ajouta une clause la rendant non libre. Bob Supnik, l'auteur originel de SIMH, ne reconnait donc officiellement que la version 3.
Le 3 juin 2022, la dernière version de SIMH non sujette à cette clause a été forkée par le groupe Open SIMH nouvellement crée, avec un nouveau modèle de gouvernance destiné à prévenir une nouvelle compromission de ses principes. Cette version est publiée sous les licences BSD et MIT.

## Matériel émulé

### Digital Equipment Corporation
- Alpha
- PDP-1
- PDP-4
- PDP-7
- PDP-8
- PDP-9
- PDP-10
- PDP-11
- PDP-15
- VAX (MicroVAX, 11/730, 11/750, 11/780, 8600)

### Hewlett-Packard
- 2100
- 2116
- 21MX
- 3000

### IBM
- 650
- 701
- 704
- 1401
- 1620
- 1130
- 7010
- 7070
- 7080
- 7090/7094
- System/3

### Autres constructeurs
- Burroughs B5500
- CDC 1700
- Data General Nova
- Data General Eclipse
- Honeywell H316
- Honeywell H516
- Interdata 16-bits et 32-bits
- Lincoln Labs TX-0
- Manchester SSEM
- MITS Altair 8800
- Scientific Data System 940
- Xerox Sigma